# Антей Сент Андре
Антѐй Сент Андрѐ (на италиански и на френски: Antey-Saint-André, на местен диалект: Antey, Антей, от 1939 до 1946 г. Antei Sant'Andrea, Антей Сант'Андреа) е село и община в Северна Италия, автономен регион Вале д'Аоста. Разположено е на 1074 m надморска височина. Населението на общината е 626 души (към 2011 г.).